# الحبيل (حزم العدين)

تعديل مصدري - تعديل

الحبيل هي إحدى قرى عزلة بني اسعد بمديرية حزم العدين التابعة لمحافظة إب، بلغ تعداد سكانها 209 نسمة حسب تعداد اليمن لعام 2004.